# Robert Schäfer (Polizeipräsident)

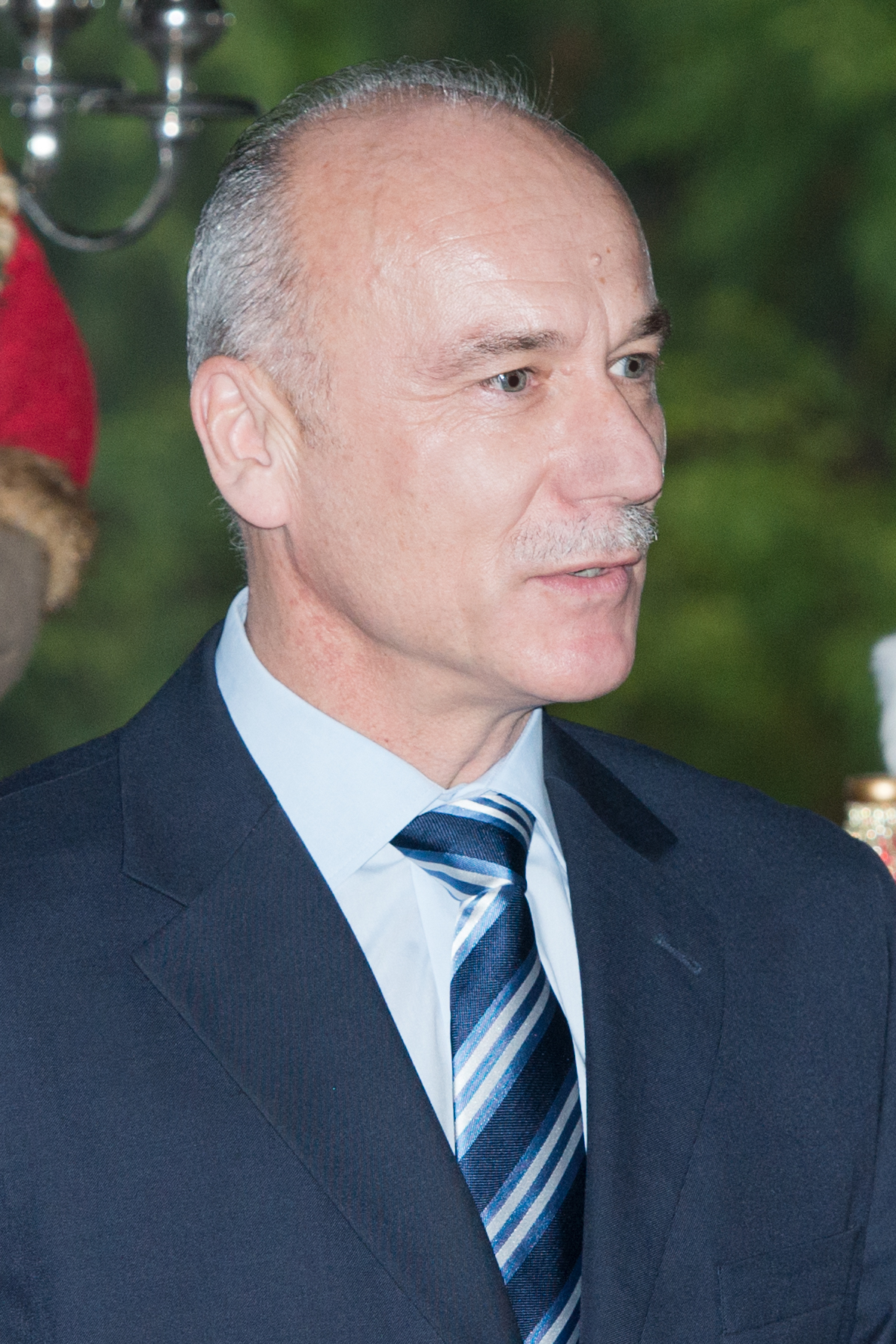
Robert Schäfer

Robert Schäfer (* 1958 in Bad Hersfeld) ist ein deutscher Polizist und war bis November 2022 Präsident des Hessischen Landesamtes für Verfassungsschutz und seit dem 2. November 2022 der Hessische Landespolizeipräsident.

## Leben
Schäfer trat 1974 in die hessische Polizei ein, wo er bis zum Jahr 1993 in verschiedenen Verwendungen bei der Bereitschaftspolizei war. 1992/93 absolvierte er die Ausbildung für den höheren polizeilichen Vollzugsdienst an der Polizeiführungsakademie in Münster-Hiltrup. Später wurde er Leiter des Lagezentrums im hessischen Innenministerium. Im Jahr 2002 übernahm er die Leitung des Abteilungsstabs Einsatz beim Polizeipräsidium Frankfurt. Später wechselte er als Stabsleiter zum Polizeipräsidium Südosthessen.
Schäfer koordinierte während der Fußball-Weltmeisterschaft 2006 als Gesamteinsatzleiter der hessischen Polizei die Einsätze, bevor er zwei Jahre später Vizepräsident des Polizeipräsidium Westhessens wurde.
Am 4. Oktober 2010 wurde Schäfer vom hessischen Innenminister Boris Rhein in das Amt des Polizeipräsidenten des Polizeipräsidiums Westhessen eingeführt. Er trat damit die Nachfolge von Peter Frerichs an.
Am 23. Februar 2015 wurde er als Nachfolger von Roland Desch von hessischen Innenminister Peter Beuth in das Amt des Präsidenten des Landesamtes für Verfassungsschutz eingeführt.
Am 2. November 2022 wurde Schäfer durch Beuth in das Amt des hessischen Landespolizeipräsidenten eingeführt.